# فأس III (فلم)
فأس III (بالإنجليزية: Hatchet III) هو فيلم رعب تم إنتاجه في الولايات المتحدة وصدر سنة 2013 بطولة دانيال هاريس وكين هودر وكارولين وليامز.

## القصة
تتعلم «ماربيث» سر إنهاء لعنة الفودو التي سمحت لـ «فيكتور كراولي» بقتل الناس لمدة طويلة جدًا.

## روابط خارجية
- مقالات تستعمل روابط فنية بلا صلة مع ويكي بيانات